# Путеводная звезда (мультфильм)
«Путеводная звезда» (англ. The Star) — американский полнометражный компьютерный анимационный фильм киностудии Sony Pictures Animation, сюжет которого основан на библейских событиях. Мировая премьера состоялась в 17 ноября 2017 года. Мультфильм получил неоднозначные отзывы и собрал более 62 миллионов долларов во всем мире.

## Сюжет
В «девятый месяц» Марию посещает ангел, говорящий, что она родит Мессию. Пигмейский тушканчик по имени Эбби подслушивает их разговор и рассказывает другим животным, что звезда начинает светиться ярче.
Шесть месяцев спустя молодой осел устал измельчать пшеницу и хочет присоединиться к путешествующему каравану, чтобы он мог чувствовать себя важным. Его отец помогает ему сбежать из мельницы и он получает травму лодыжки в доме Иосифа и Мария, которые только что отпраздновали свою свадьбу. Мария берёт осла себе и называет его Боазом, или просто Бо, и говорит Иосифу, что она беременна, а Иосиф принимает положение Марии после молитвы Богу. В течение этого времени Дэйв говорит Бо, чтобы они сбежали из дома, несмотря на доброту Марии, но в конечном итоге они остались на еще три месяца.
Между тем Поклонение волхвов и их верблюды, Феликс, Кир и Дебора, приходят в дом Ирода Великого. Мудрые люди раскрывают свои дары, но когда они показывают, что это для «нового царя», он просит их вернуться позже и тайно посылает своего начальника и его двух собак, Таддеуса и Руфуса, чтобы найти и убить нового Царя.
Когда Иосиф и Мария покидают Назарет и отправляются в Вифлеем, Бо и Дэйв решают сбежать, но сталкиваются с Таддеем и Руфусом, которые допрашивали Эбби. Узнав, что Иосифа и Марии нет дома, солдат и его собаки уходят искать их. Чувствуя себя виноватым, Бо решает предупредить их, Дейв присоединился к нему. По пути они встречают дружелюбную овцу по имени Рут, которая оставила свою стаю, когда увидела звезду. Они догоняют Иосифа и Марию вовремя, чтобы предупредить их, и спрятать их на рынке, где солдат оставляет своих собак. Бо выпускает корзину, которую Джозеф и Мария использовали, чтобы вызвать цепную реакцию, которая ударяет солдата и толкает его в колодец. Однако он создаёт серьезный ущерб рынку в этом процессе, и Джозеф, не подозревая об опасности, берёт Бо за свои действия.
Расстроенный, будучи отвергнутым, Бо уходит, а Дейв следует за ними, пока они не добирались до каравана. Бо понимает, что ему нравится быть с Мэри, и говорит об этом Дэйву, который признаёт, что он не расстроен и что он просто хочет, чтобы Бо был доволен своим решением. Вместе они возвращаются и соглашаются с Рут, а затем убеждают разочарованного Джозефа поговорить с Мари. Мария признается, что ей было трудно, и что она боится за ребёнка. Они прибывают в Вифлеем, где Иосиф не может найти гостиницу для Мэри. Мельник, который оказался там, похищает Бо с Дэйвом и Рут. Мудрые люди тоже приходят, но верблюды, которые знают о заговоре Ирода, остаются привязанными к посту.
Бо оказывается в сарае, где он встречает лошадь по имени Лия, корову по имени Эдит и козла по имени Зак. Они показывают, что они не смогли спать, потому что яркий свет звезды сиял на их ясле. Понимая, что именно там должен быть ребёнок, животные помогают Бо сбежать, и он догоняет Дэйва и Рут, обнаруживая солдата и его собак. Бо находит Иосифа с Марией и возвращает их в ясли, а Дейв бежит к Киру, Феликсу и Деборе и спасает их. Рут находит свою стаю (которая ранее отказывалась следовать за ней), и пытается убедить их помочь, но получает неожиданную помощь от ангела, который сообщает пастухам и овцам, что Спаситель идет. Бо удается одолеть Таддеуса и Руфуса. Внезапно Руфь с её стадом, верблюды и Дэйв приходят и отправляются с ними, заставляя их свисать с обрыва. Солдат бросает своих собак, но их спасает Бо, а солдат падает и погибает.
Все животные, пастухи и трое мудрецов пришли посмотреть на рождение младенца Иисуса, и Бо понимает, что он носит нового лидера. Дебора предсказывает, что это событие запомнится во всем мире навсегда.
Во время финальных титров показано, что Джозеф покупает Бо у мельника и Бо помогает ему и Марии с Иисусом.

## В ролях
| Актёр              | Роль                              |
| ------------------ | --------------------------------- |
| Стивен Ён          | осёл Боаз «Бо»                    |
| Закари Ливай       | Святой Иосиф                      |
| Джина Родригес     | Мария мама Иисуса                 |
| Киган-Майкл Кей    | голубь Дейв                       |
| Келли Кларксон     | лошадь Лия                        |
| Патриция Хитон     | корова Эдит                       |
| Кристин Ченовет    | пигмейский тушканчик Эбби         |
| Трейси Морган      | верблюд Феликс                    |
| Тайлер Перри       | верблюд Кир                       |
| Опра Уинфри        | верблюдиха Дебора                 |
| Эйди Брайант       | овца Рут                          |
| Энтони Андерсон    | козёл Зак                         |
| Крис Кристофферсон | Старый осёл                       |
| Кристофер Пламмер  | Царь Ирод                         |
| Винг Рэймс         | собака Таддеус                    |
| Габриэль Иглесиас  | собака Руфус                      |
| Далида             | Элизабет                          |
| Мэрайя Кэри        | курица Ребекка                    |
| Джоэл Остин        | Каспер                            |
| Джоэл МакКрари     | Ангел/Захария священница          |
| Фил Моррис         | мельник/Бальтазар волхв           |
| Фред Таташор       | Поставщик керамики/Мельхиор волхв |
| Лекс Лэнг          | Охотник                           |
| Роджер Крэйг Смит  | камергер                          |
| Джо Уайт           | Писец                             |
| Уильям Таунсенд    | Лошадь/коза                       |
| Кирк Бэйли         | второстепенные персонажи          |

## История создания
Сценарий мультфильма был первоначально разработан в конце 1990-х годах компанией Джимом Хенсоном, частично вдохновленной успехом фильма «Бэйб: Четвероногий малыш 1995 года.
В сентябре 2014 года было сообщено, что DeVon Franklin создаст мультфильм, основанный на вере, вдохновленный историей Рождества Иисуса Христа в его продюсерской компании Franklin Entertainment в сотрудничестве с Sony Pictures Animation. В апреле 2015 года «Variety сообщил, что Тимоти Рекарт направит фильм в своем дебютном выступлении. 5 августа 2015 года было объявлено, что фильм будет иметь название «Ягнёнок» и получил официальную дату выхода 8 декабря 2017 года. 20 июня 2016 года было объявлено, что Брайан Хенсон и Лиза Хенсон из The Jim Henson Company будут исполнительными продюсерами фильма, который теперь был под названием «Путеводная звезда».
В интервью Animation Magazine Тимоти Рекарт выразил мнение, что ему было предложено стать режиссёром мультфильма, так как он чувствовал, что в Рождество нет рождественских фильмов.
Анимация была создана Cinesite Studios. Анимационные работы начались в январе 2017 года.

### Кастинг
5 января 2017 года была объявлена первая половина актёров, а вторая половина была объявлена 19 января 2017 года.

## Релиз
В июле 2016 года дата релиза была установлена на 10 ноября 2017 года, но позже была отодвинута на 17 ноября того же года. «Путеводная звезда» провела свою мировую премьеру в Лос-Анджелесе 12 ноября 2017 года.

### Маркетинг
Первый трейлер был выпущен 26 июля 2017 года. 16 ноября 2017 года официальное видео на песню «Путеводная звезда», выполненное Мэрайи Кэри, было доступно на её YouTube-канале.

### Выход на видео
«Путеводная звезда» был выпущен на цифровом носителе 6 февраля 2018 года, а также на DVD и Blu-ray 20 февраля 2018 года.

## Кассовые сборы
«Путеводная звезда» собрала 40,9 млн. долларов США в Соединенных Штатах и 22 млн. долларов США по всему миру в размере 62,8 млн. долларов США против бюджета производства в размере 20 млн. долларов.
В Соединенных Штатах и Канаде «Путеводная звезда» была выпущена вместе с фильмом «Лига Справедливости» и «Чудо», и по прогнозам, составит около 10 миллионов долларов из 2800 кинотеатров в выходные. В первый день фильма фильм составил 2,8 миллиона долларов. В первые выходные он закончил сборы в ещё 9,8 миллионов долларов, заняв 6-е место в прокате.

## Критика
На сайте Rotten Tomatoes фильм имеет средний рейтинг 43% на основе 46 обзоров со средним рейтингом 5/10. На Metacritic, который присваивает нормализованный рейтинг отзывам, мультфильм имеет 42 баллов из 100, основанный на 12 рецензиях, указывающий «смешанные или средние отзывы». Аудитория, опрошенная CinemaScore, предоставила фильму средний класс «A» по шкале от A + до F.

## Награды
- На Кинофестивале Heartland Film фильм получил награду[22].
- Фильм получил номинацию на премию Золотой глобус за лучшую оригинальную песню[23].

## См.также
Чудотворец